# North Stanley (Dakota del Sur)
North Stanley es un territorio no organizado ubicado en el condado de Stanley en el estado estadounidense de Dakota del Sur. En el Censo de 2010 tenía una población de 395 habitantes y una densidad poblacional de 0,2 personas por km².

## Geografía
North Stanley se encuentra ubicado en las coordenadas 44°33′13″N 100°50′35″O / 44.55361, -100.84306. Según la Oficina del Censo de los Estados Unidos, North Stanley tiene una superficie total de 1995.2 km², de la cual 1834.13 km² corresponden a tierra firme y (8.07%) 161.07 km² es agua.

## Demografía
Según el censo de 2010, había 395 personas residiendo en North Stanley. La densidad de población era de 0,2 hab./km². De los 395 habitantes, North Stanley estaba compuesto por el 93.92% blancos, el 0% eran afroamericanos, el 4.3% eran amerindios, el 0% eran asiáticos, el 0% eran isleños del Pacífico, el 0.25% eran de otras razas y el 1.52% pertenecían a dos o más razas. Del total de la población el 1.27% eran hispanos o latinos de cualquier raza.